# Linea Uno
La linea Uno (宇野線?, Uno-sen) è una linea ferroviaria a scartamento ridotto che collega le città di Okayama e Tamano, entrambe prefettura di Okayama, in Giappone. La ferrovia è gestita dalla West Japan Railway Company (JR West).

## Servizi
La linea, interamente elettrificata a 1,5 kV in corrente continua è a doppio binario da Okayama a Chayamachi, dove parte la linea Honshi-Bisan per lo Shikoku, e a binario singolo per il resto del tragitto fino a Uno. Prima della realizzazione del grande ponte di Seto sul mare interno, una volta giunti a Uno era possibile attraversarlo per giungere nello Shikoku in traghetto, servizio cessato con l'apertura del ponte nel 1988.

## Stazioni
L: Espressi limitati: Shiokaze, Nanpū , Sunrise Seto e Uzushio
M: Rapido Marine Liner
Tutti i treni fermano presso le stazioni indicate da "●" e saltano quelle indicate da "｜".
La maggior parte dei treni fermano presso "▲" e alcuni treni presso "△"
| Stazione                                                   | Giapponese | Distanza | L  | M  | Collegamenti | Posizione | Posizione | Posizione        |
| ---------------------------------------------------------- | ---------- | -------- | -- | -- | --- | --------- | --------- | ---------------- |
| Okayama                                                    | 岡山       | 0.0      | ●  | ●  | JR West ■ Linea principale San'yō (comprese linee ■ Akō e ■ Hakubi) ■ Linea Tsuyama ■ Linea Kibi Sanyō Shinkansen Tram di Okayama: Linea Higashiyama Linea Seikibashi | Kita-ku   | Okayama   | Pref. di Okayama |
| Ōmoto                                                      | 大元       | 2.5      | ｜ | △  | | Kita-ku   | Okayama   | Pref. di Okayama |
| Bizen-Nishiichi                                            | 備前西市   | 4.5      | ｜ | △  | | Minami-ku | Okayama   | Pref. di Okayama |
| Senō                                                       | 妹尾       | 8.3      | ｜ | ▲  | | Minami-ku | Okayama   | Pref. di Okayama |
| Bitchū-Mishima                                             | 備中箕島   | 10.2     | ｜ | ｜ | | Minami-ku | Okayama   | Pref. di Okayama |
| Hayashima                                                  | 早島       | 11.9     | ｜ | ▲  | | Hayashima | Hayashima | Pref. di Okayama |
| Kuguhara                                                   | 久々原     | 13.2     | ｜ | ｜ | | Hayashima | Hayashima | Pref. di Okayama |
| Chayamachi                                                 | 茶屋町     | 14.9     | ｜ | ●  | Linea Honshi-Bisan (Linea Seto-Ōhashi) | Kurashiki | Kurashiki | Pref. di Okayama |
| Servizio diretto per Utazu e Shikoku via linea Seto-Ōhashi |            |          |    |    | |           |           | Pref. di Okayama |
| Hikosaki                                                   | 彦崎       | 18.1     |    |    | | Minami-ku | Okayama   | Pref. di Okayama |
| Bizen-Kataoka                                              | 備前片岡   | 20.9     |    |    | | Minami-ku | Okayama   | Pref. di Okayama |
| Hazakawa                                                   | 迫川       | 22.8     |    |    | | Minami-ku | Okayama   | Pref. di Okayama |
| Tsuneyama                                                  | 常山       | 24.1     |    |    | | Tamano    | Tamano    | Pref. di Okayama |
| Hachihama                                                  | 八浜       | 26.6     |    |    | | Tamano    | Tamano    | Pref. di Okayama |
| Bizen-Tai                                                  | 備前田井   | 30.3     |    |    | | Tamano    | Tamano    | Pref. di Okayama |
| Uno                                                        | 宇野       | 32.8     |    |    | | Tamano    | Tamano    | Pref. di Okayama |